# Gabriel Abrantes
Gabriel Abrantes (Chapel Hill, Carolina del Nord, 1984) és un director de cinema i artista plàstic portuguès estatunidenc resident a Lisboa.

## Biografia
Va estudiar a la Cooper Union de Nova York i després a la National School of Fine Arts entre 2005 i 2006, després a Fresnoy (National Studio of Contemporary Arts) el 2007. Els seus dos primers curts, Olympia I i II, van ser seleccionats al festival IndieLisboa l'any 2009. A History of Mutual Respect va rebre el Lleopard d'Or en la categoria de millor curtmetratge al Festival Internacional de Cinema de Locarno el 2010 . El mateix any va fundar la seva productora A Mutual Respect.
El treball d'Abrantes és reconegut tant en el món del cinema (el seu curtmetratge Taprobana es va projectar en preestrena a la 63è Festival Internacional de Cinema de Berlín) com en el de l'art contemporani (les seves pel·lícules s'han presentat especialment al MIT List Visual Arts Center., al Centre Pompidou i al Centre d'Art Contemporain de Genève).
El 2014 es va estrenar Pan Pleure Pas, un llargmetratge que reuneix tres dels seus curts anteriors (Taprobana, Liberdade i Ennui Ennui).
L'any 2017, Os Humores Artificiais va rebre una menció especial del jurat de Nouvelles Vagues al Festival Internacional de Cinema de La Roche-sur-Yon.
Iva guanyar el Gran Premi de la Setmana de la Crítica amb Diamantino al 71è Festival Internacional de Cinema de Canes.

## Filmografia

### Curtmetratges
- 2008 : Olympia I/II
- 2008 : Arabic Hare
- 2009 : Anelhe City
- 2009 : Visionary Iraq
- 2009 : Too Many Daddies, Mommies and Babies
- 2010 : A History of Mutual Respect
- 2010 : Cookie
- 2011 : Fratelli
- 2011 : Liberdade
- 2012 : Ornithes (Ὄρνιθες)
- 2013 : Ennui ennui
- 2013 : Palácios de pena, codirigida amb Daniel Schmidt (moyen-métrage)
- 2014 : Taprobana
- 2015 : Quatro Contos de Gabriel Abrantes
- 2016 : O Corcunda
- 2016 : Uma Breve História da Princesa X
- 2016 : Os Humores Artificiais
- 2019 : Les Extraordinaires Mésaventures de la jeune fille de Pierre

### Llargmetratges
- 2014 : Pan Pleure Pas, un llargmetratge que reuneix tres dels seus curts anteriors (Taprobana, Liberdade i Ennui Ennui)
- 2018 : Diamantino, codirigida amb Daniel Schmidt
- 2024 : A Semente do Mal

## Premis
- 2021 – Prémio Autores en la categoria de millor exposició d'arts visuals, per Melancolia Programada[8]
- 2018 – Gran Premi de la Setmana de la Crítica i Palme Dog, al Festival de Cannes, per Diamantino.[9]
- 2016 – Nominat als 30ns Premis del Cinema Europeu pel Festival de Berlín, per Os Humores Artificiais.[10]
- 2010 – Lleopard d'Or al Festival Internacional de Cinema de Locarno, el 2010, per la pel·lícula A History of Mutual Respect[11]